# Partito Socialista Cinese
Il Partito Socialista Cinese (中國社會黨T, 中国社会党S)  è stato un partito politico fondato da Jiang Kanghu a Shanghai, il 5 novembre 1911. Fu il primo partito socialista in Cina e il primo gruppo politico a definirsi "partito" nella nazione. Fu inoltre il primo partito della vecchia Repubblica di Cina ad avere donne tra i suoi membri con eguale status sociale. Si sciolse il 31 agosto 1913. 
In senso lato, il Partito Socialista Cinese può essere considerato il nome generico di una serie di organizzazioni fondate da Jiang Kanghu negli anni '10 e '30.

## Storia
Il 10 luglio 1911 Jiang Kanghu fondò a Shanghai la "Società di Ricerca Socialista". Il 5 novembre dello stesso anno la Società tenne una riunione speciale per proporre la riorganizzazione sotto il nome di "Partito Socialista Cinese" e la mozione fu approvata all'unanimità. Jiang Kanghu divenne il segretario del partito.
Alla fine del 1911 il partito affermava di avere più di 490 filiali in tutto il paese, con più di 523 000 membri. Questo numero può essere esagerato, ma a quel tempo i rami del Partito Socialista erano effettivamente stabiliti in molti luoghi della Cina. Il segretario del ramo di Tientsin era Li Dazhao, uno dei fondatori del Partito Comunista Cinese (PCC), il segretario generale del ramo di Suzhou era Chen Yilong, e c'erano alcuni membri ben noti come Gu Jiegang, Ye Shengtao e Wang Boxiang. Il ramo di Nanchino si trovava nel tempio di Pilu e condivideva lo stesso posto con l'Associazione Buddhista e altri gruppi. Fra i membri, il primo posto era riservato agli intellettuali, seguiti da lavoratori industriali e commerciali, e infine agricoltori in bancarotta, professionisti dell'artigianato e altri lavoratori.
Nel giugno 1912 si unì al Partito Laburista della Repubblica di Cina e nel 1913 fu bandito dal governo di Yuan Shikai per aver partecipato alla Seconda Rivoluzione; in agosto fu sciolto. Il 21 giugno 1916 alla riunione provvisoria dell'Associazione di Carità della Cina, il partito annunciò la ricostituzione, con l'ufficio di comunicazione temporaneo situato in Shanghai Avenue Joffre Ding Qing (ora Strada Huaihai, Songshan Nord-orientale) 19.
Essendo uno dei partiti politici socialisti in Cina, il Partito Socialista Cinese inviò rappresentanti per partecipare all'Internazionale Comunista, ma Yu Xiusong, Zhang Tailei e Yang Mingzhai interferirono durante l'incontro e la sua rappresentanza fu cancellata. Nel gennaio 1925 il Partito Socialista Cinese fu riorganizzato nel Nuovo Partito Socialdemocratico Cinese. Jiang Kanghu andò negli Stati Uniti dopo lo scioglimento del nuovo partito l'anno seguente.